# 相生バスストップ
相生バスストップ（あいおいバスストップ）は、兵庫県相生市那波に位置する山陽自動車道のバス停。
三ノ宮 - 岡山線各停便が停車していたが、2005年8月25日ダイヤ改正以降1日1往復しか停車しなくなった。その後2020年9月1日からは運休となり、2021年4月1日からは各停便の設定もなくなったため停車する路線はなくなった。

## 停車する路線
なし

## 過去に停車していた路線
- 三ノ宮 - 岡山（神姫バス 三ノ宮 - 岡山）：2020年8月31日まで
- 姫路駅 - 岡山（神姫バス・中鉄バス・JRバス中国 播備ライナー）：2003年7月18日 - 12月24日まで

## アクセス
- ウエスト神姫 60・61・65系統 運動広場前バス停

## 隣
E2 山陽自動車道
(9)龍野西IC - 龍野西SA - (9-1)播磨JCT - (BS)相生BS - (10)赤穂IC